# 霍赫尼斯爾山
47°22′1″N 11°37′5″E / 47.36694°N 11.61806°E

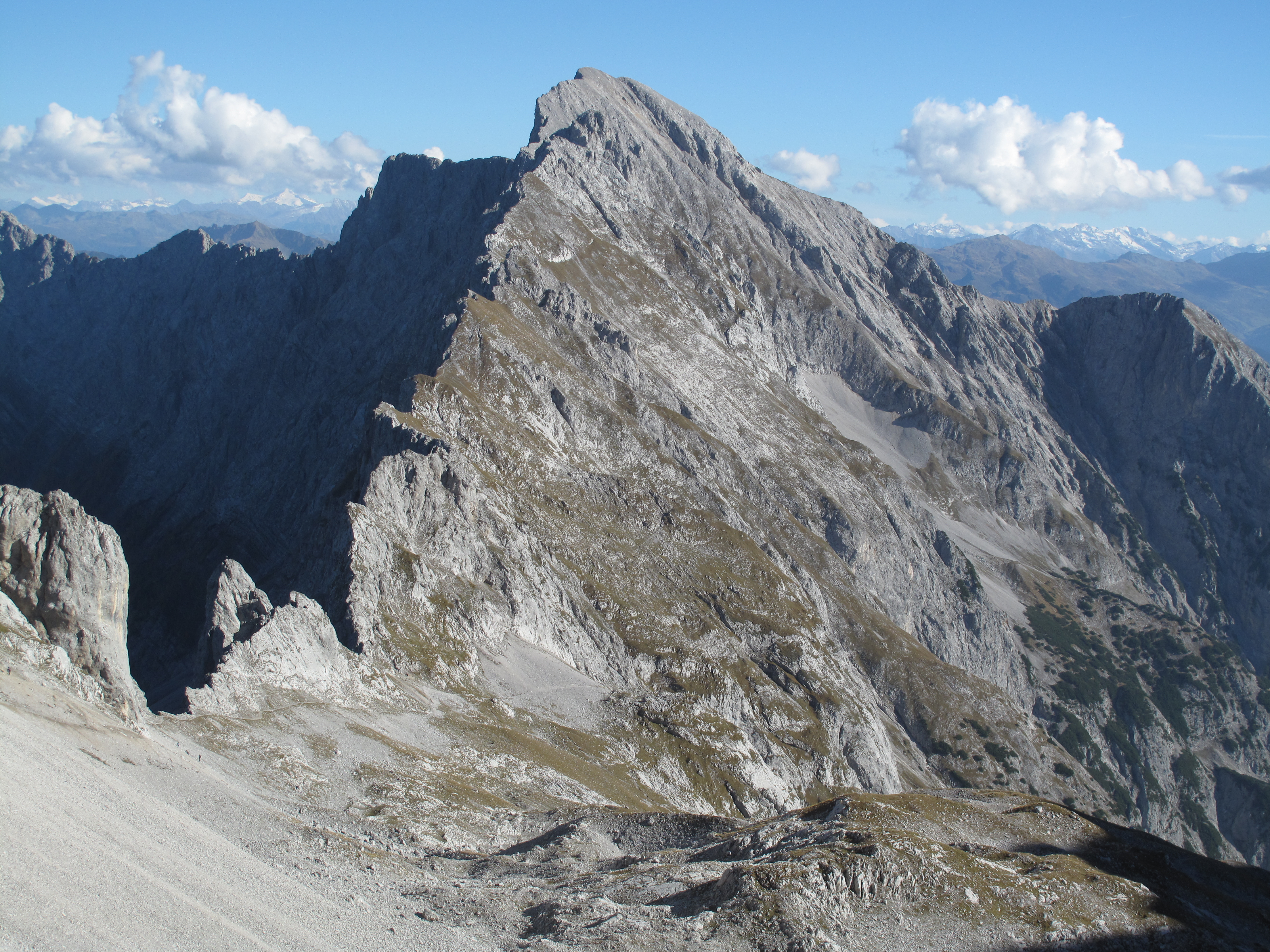

霍赫尼斯爾山（德語：Hochnissl），是奧地利的山峰，位於該國西部，由蒂羅爾州負責管轄，屬於卡爾文德爾山脈的一部分，距離霍赫格呂克山4公里，海拔高度2,547米，每年平均降雨量1,806毫米。